# Fenoandala
Fenoandala is een plaats en commune in het zuiden van Madagaskar, behorend tot het district Betioky Sud, dat gelegen is in de regio Atsimo-Andrefana. Tijdens een volkstelling in 2001 telde de plaats 3.568 inwoners.
De plaats biedt alleen lager onderwijs aan. 50% van de bevolking werkt als landbouwer en 40% houdt zich bezig met veeteelt. Het belangrijkste landbouwproduct is rijst; andere belangrijke producten zijn pinda's, mais en maniok. Verder is 10% actief in de dienstensector.